# Tchad utile

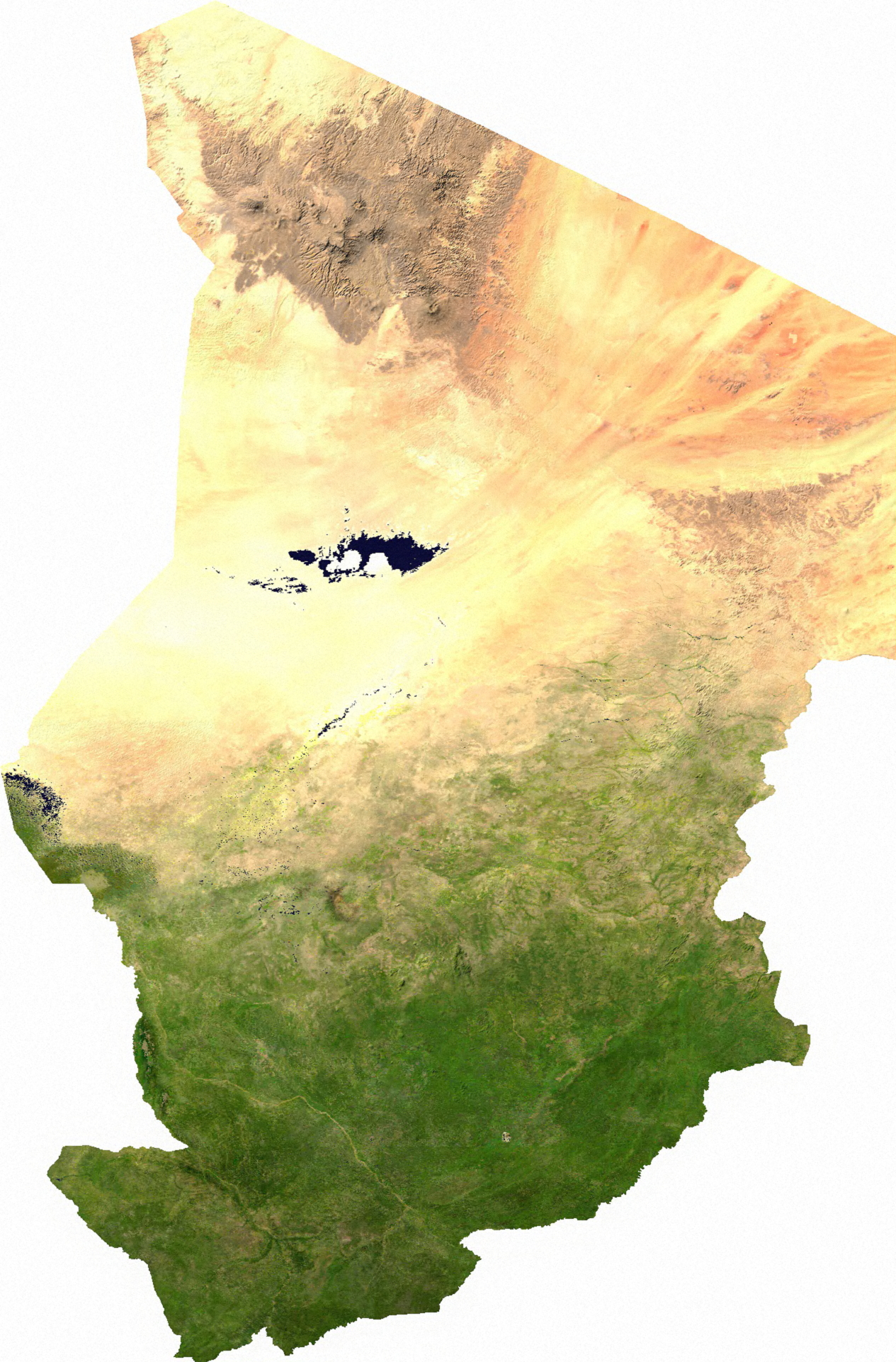
Satellitenfoto des Tschad. Der „nützliche Tschad“ (tiefgrün) in der südwestlichsten Region des Landes

Le Tchad utile (etwa: der nützliche/nutzbare Tschad) bezeichnet, in Abgrenzung zum wirtschaftlich wenig bedeutenden Norden und Osten, den fruchtbaren Südwesten der Republik Tschad. Die Region ist das Zentrum des Baumwollanbaus, bis zum Beginn der Erdölförderung 2003 das Hauptexportprodukt des Landes. Die Bevölkerung der Region gehört überwiegend dem Volk der Sara an.

## Belege
- Samuel Decalo (Hrsg.): Historical Dictionary of Chad 1. Auflage. The Scarecrow Press,  Metuchen, London 1977, ISBN 978-0-8108-1046-4 (African Historical Dictionaries 13) S. 271
- Central Intelligence Agency (Hrsg.): The World Factbook 1990 The Central Intelligence Agency, 1990 (PDF, 37,6 MB) S. 60